# 笠の緒文
笠の緒文（かさのおぶみ）は、慶長5年（1600年）、関ヶ原の戦い前の会津征伐に参戦していた山内一豊に、妻の見性院が大坂城から届いた文箱と、自分で書いた手紙2通を使いに持たせ、自筆の手紙のうち1通をこより状にして使者の笠の紐にねじ込んで届けさせたものである。見性院の機転を物語る逸話で、この時の手紙、ひいては文箱の文を未開封のまま徳川家康に届けたことで、家康の一豊への覚えがめでたくなり、その後の小山評定と合わせて、後の土佐20万石への加増につながったともいわれる。笠の緒の文、笠の緒の密書とも。
見性院の本名は千代、まつの2つの説があるが、ここでは見性院で表記する。

## 見性院の密書

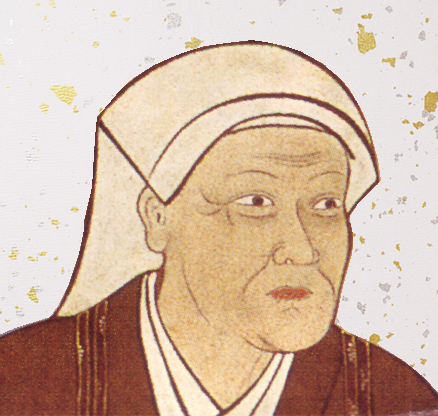
見性院（山内一豊正室）

慶長5年7月、大坂の石田三成は、会津征伐で遠征中の徳川家康に与する大名の妻子を人質に取り、家康方の動きを制しようとしていた。そんな折、大坂城より見性院の元へ書状が届いていた。増田長盛、長束正家の連署があるこの書状は、石田三成への味方を促す書状であった。一豊に届けよという使者の言葉通り、見性院は夫にその書状を届けることにするが、それとは別に2通の手紙をしたため、1通を届けられた未開封の書状と共に文箱に収め、もう1通を観世よりにして、使者の田中孫作の笠の緒により込んだ。
孫作は一路、下野国に陣を張る一豊の元へ向かったが、途中追剥に遭い、文箱と笠だけは何とか持っていたものの、衣服と大小を盗られた。そこで孫作は他の者の衣服と刀（銘兼元）と脇差を奪って、そのまま旅を続け、美濃路では鮨屋の床下で二昼夜を過ごし、すし桶を盗んで飢えをしのいで、下総国諸川の一豊の陣に到着した。慶長5年7月24日のことであった。一豊はまず笠の緒の文を読んだ後、近侍の野々村迅政に焼かせ、文箱は封をしたまま、小山に陣を貼る家康に届けさせた。家康は大坂城内の様子を知りえたこと、同封されていた見性院の、家康に忠義を尽くすように促す内容の手紙に感動した。
文箱をそのまま差し出したことには、大きな意味があった。まず、一豊が自らも文箱を開かず、一切の権限を家康に任せたことで、一豊に二心なしと家康が見たことである。そして、見性院の手紙の方には、「上様へ能々（よくよく）忠節遊ばされ候へ」と、一豊に家康への忠誠を貫くようにとの旨が書かれていた。また、笠の緒により込まれた密書の方であるが、恐らくは書状を未開封で差し出すよう指示する文書であったとも推測される。他にも、大坂城内の様子以上の情報が記されており、それが翌日の小山評定での、掛川城明渡しにつながったという見方もある。また一豊は、その後も大坂の情報を流し続けたといわれる。
この笠の緒の密書に関しては、田中孫作は「別段に御心を込められ候密書」と述べている。また、孫作が美濃路で奪った衣類の紋は後に田中家の定紋となっており、田中家はこのことを名誉とみなしていたことがわかる。文箱を託された田中孫作は近江国坂田郡高溝村の出身で、誠実な人柄であり、この密書の話は、孫に語って聞かせたものとされている。孫作の墓所は、一豊夫妻と同じ妙心寺大通院にある。
この笠の緒文に関して、頼山陽はこういう詩を作っている。
長屋重名『かゞみ草』には、孫作の笠に密書をより合わせる見性院が描かれており、「御密書を御手つからクワンゼヨリと成され編笠の紐として御使孫作に授け玉ふ」とある。

## 小山評定と一豊の処遇

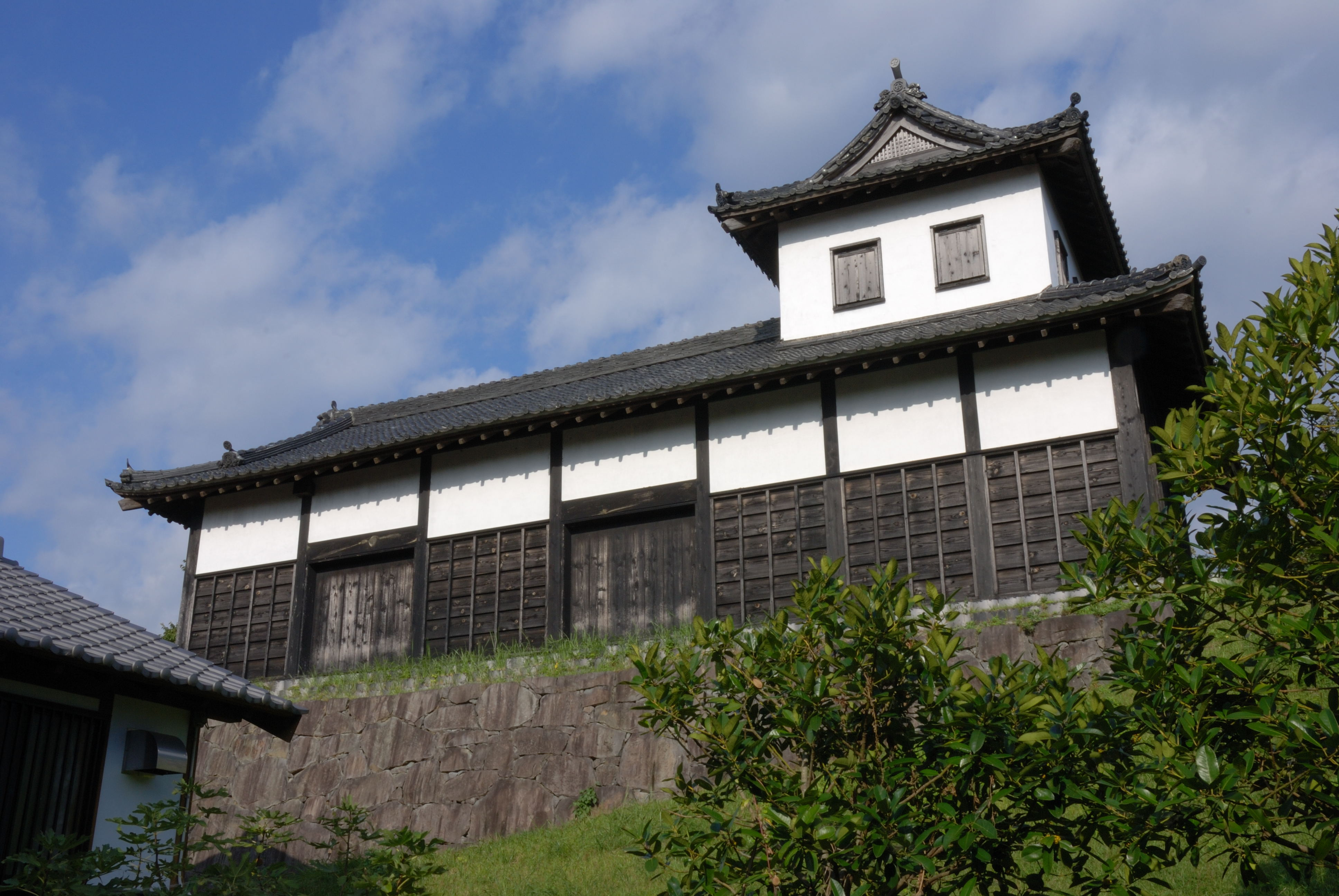
掛川城

翌25日、家康はまず譜代の大名に上方の情勢を知らせ、その後諸将を集めて、どちら方についてもよし、去就は自由であると言った。しかし福島正則、黒田長政、細川忠興、加藤嘉明らがまず相談し、三成相手の戦いであるため大坂方にはつかないということになり、また、上杉よりも石田率いる西軍を先に討つべしということになった。この後一豊が、西上のために自らの掛川城を明け渡して兵糧を提供し、譜代大名の宿にしたいと申し出たため、他の大名もこれに同意し、誓紙を差し出した。しかしこれは一豊の案というより、浜松城主堀尾忠氏の案であると『藩翰譜』には記されている。しかし、関ヶ原の戦いの後に、家康は嫡子秀忠に「山内対馬守の忠義は木の幹、他の諸将は木の葉のようなもの」と語ったことから見ると、一豊の言動が家康に与えた影響は大きかったようである。東海道沿いの豊臣方の大名の城が、家康に明け渡されたにより、東軍は優勢に進軍でき、関ヶ原の勝利がこれで確定的になったともいえる。また、豊臣古参の武将であり、年長者であり年功序列という面でも加増されたのはおかしくなく、土佐一国というのも従って、その功績への報酬もまた大きかった。土佐一国の恩賞はしごくまっとうなものだったのである。関ヶ原はあまり戦功のなかった一豊だが、論功行賞では、6万5千石から20万2600石と大きく加増された。